# Jesenice (okres Praha-západ)
Jesenice (německy Jessenitz) je město, které se nachází v okrese Praha-západ ve Středočeském kraji, asi 16 km jihovýchodně od centra Prahy, jesenická část Zdiměřice s Prahou přímo sousedí. Město je tvořeno částmi Jesenice, Osnice s osadou Kocanda, Zdiměřice a Horní Jirčany, v jejichž katastrech probíhá rozsáhlá plošná výstavba nových rodinných domků. Roku 2015 byla obec povýšena na město. Žije zde přibližně 10 tisíc obyvatel, což z něj dělá největší město v okrese Praha-západ.

## Historie

### První zmínky
Jesenice byla založena před rokem 1088, což je rok, ze kterého pochází první písemná zmínka v listině vyšehradské kapituly o daru pěti poplužních dvorců a čtyř hrnčířů v Jesenici od krále Vratislava II. vyšehradskému proboštovi. Z archeologických nálezů, jež byly získány při výkopech základů obchodního střediska, bylo prokázáno, že osídlení obce je mnohem starší – z 12. století př. n. l., tj. z doby bronzové.

### Doba husitská
Pro svou výhodnou zeměpisnou polohu má město bohatou historii. Ve své historii je Jesenice spjata s husitstvím, dobou snažící se reformním hnutím vrátit církev na správnou cestu. Na jaře roku 1419 se na vyvýšenině „Na Křížkách“ (6 km jihovýchodně od Jesenice) konal tábor lidu, „hromady, k níž se sešlo neobyčejné množství lidu husitského“. Z Jesenice pocházel mistr Jan z Jesenice, který se po získání tehdy nejvyšší akademické hodnosti doktora všech práv v italské Bologni stal osobním zpovědníkem manželky krále Václava IV. a později žákem, přítelem a právním rádcem mistra Jana Husa. Panství v Jesenici měnilo vlastníky. Roku 1508 byla obec vypálena Jiřím Kopidlanským.

### Baroko

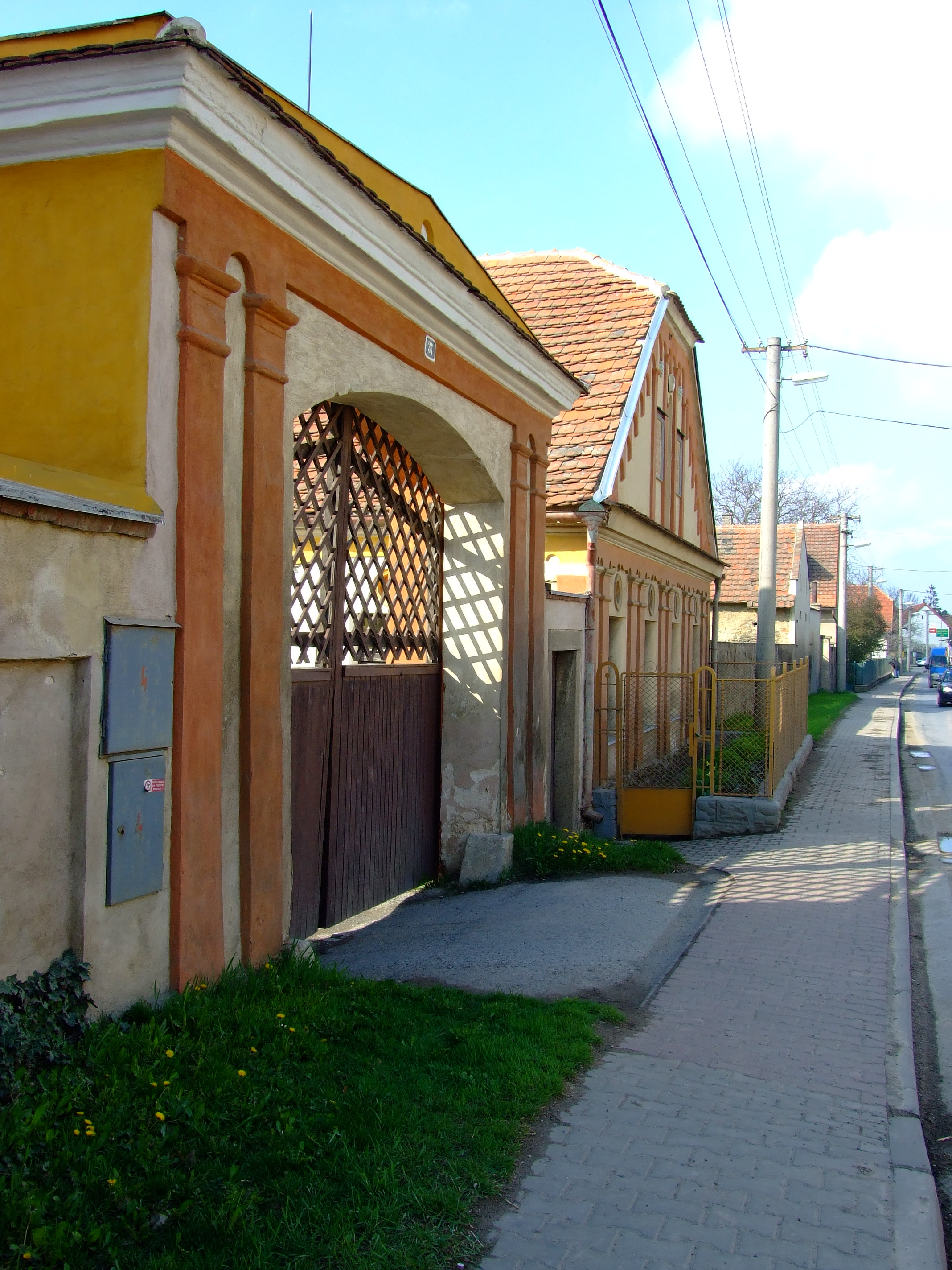

Významné geografické položení obce již v dávných dobách potvrzuje ta okolnost, že v Jesenici byla zřízena poštovní přepřahací stanice již v roce 1571. Ta byla článkem pravidelného poštovního spojení mezi Prahou a Vídní, které trvalo celých 301 let. Od roku 1785 bylo poštovní spojení Prahy a Vídně rozšířeno i o dopravu osob.

### 19. století
V době národního obrození se začaly v obci zakládat jednotlivé spolky. V roce 1883 byly v Jesenici a v Osnici založeny sbory dobrovolných hasičů. V témže roce byla v Jesenici založena tělovýchovná jednota Sokol, která byla až do února 1948 nejvýznamnější a největší spolkovou organizací v Jesenici.
Další významnou událostí bylo dokončení stavby školy v roce 1879, která byla zprvu jednotřídní a později trojtřídní. V roce 1893 byla v jesenické škole zřízena dvě oddělení průmyslové školy pokračovací, určené k teoretické výuce začínajících řemeslníků.

### 20. století
Na podzim roku 1912 v jesenické škole přebýval spisovatel Jaroslav Hašek.
Během 20. století a zejména po roce 1990 Jesenice zaznamenala prudký růst počtu domů i obyvatel. Podle Chytilova místopisu měla v roce 1921 samotná Jesenice 677 obyvatel, Horní Jirčany 60 obyvatel, Osnice 361 obyvatel a ve Zdiměřicích žilo 102 obyvatel, tj. na nynějším území obce tehdy žilo rovných 1200 obyvatel. Podle sčítání lidu v roce 2001 měla celá tehdejší obec celkem 769 domů a 2475 obyvatel, z toho v samotné Jesenici žilo 1469 obyvatel ve 399 domech, v Horních Jirčanech 412 obyvatel ve 165 domech, v Osnici 453 obyvatel ve 146 domech a ve Zdiměřicích 141 obyvatel v 59 domech. Od roku 1921 se počet obyvatel zečtyřnásobil, od roku 2001 dále roste, a jak naznačuje platný územní plán, tento trend bude zřejmě pokračovat. V roce 2002 tak zde bylo evidováno 2623 obyvatel, v roce 2006 to bylo již 4642, v závěru roku 2007 žilo v obci 5289 obyvatel, v srpnu 2010 bylo hlášeno 5827 trvalých obyvatel, počátkem roku 2012 jich bylo již 7036.

### Územněsprávní začlenění
Dějiny územněsprávního začleňování zahrnují období od roku 1850 do současnosti. V chronologickém přehledu je uvedena územně administrativní příslušnost obce v roce, kdy ke změně došlo:
- 1850 země česká, kraj Praha, politický okres Jílové, soudní okres Jílové[7]
- 1850 země česká, kraj Praha, politický okres Jílové, soudní okres Jílové
- 1855 země česká, kraj Praha, soudní okres Jílové
- 1868 země česká, politický okres Karlín, soudní okres Jílové
- 1884 země česká, politický okres Královské Vinohrady, soudní okres Jílové[8]
- 1921 země česká, politický okres Královské Vinohrady expozitura Jílové, soudní okres Jílové[9]
- 1925 země česká, politický i soudní okres Jílové[10]
- 1939 země česká, Oberlandrat Praha, politický i soudní okres Jílové[11]
- 1942 země česká, Oberlandrat Praha, politický okres Praha-venkov-jih, soudní okres Jílové[12]
- 1945 země česká, správní i soudní okres Jílové[13]
- 1949 Pražský kraj, okres Praha-východ[14]
- 1960 Středočeský kraj, okres Praha-západ
- 2003 Středočeský kraj, obec s rozšířenou působností Černošice

### Rok 1932
V obci Jesenice u Prahy (786 obyvatel, poštovní úřad, telegrafní úřad, telefonní úřad, četnická stanice, sbor dobrovolných hasičů) byly v roce 1932 evidovány tyto živnosti a obchody: autodoprava, bednář, výroba cementového zboží, 2 cihelny, drogerie, hodinář, 2 holiči, 4 hostince, 2 koláři, 2 kováři, 3 krejčí, vodní meliorační družstvo, 3 obchody s mlékem, obchod s obuví Baťa, 3 obuvníci, 2 obchody s ovocem, pekař, 2 pokrývači, porodní asistentka, 3 rolníci, 6 řezníků, sedlář, 3 obchody se smíšeným zbožím, Okresní hospodářská záložna v Jesenici, Pozemkové úvěrní sdružení, obchod se střižním zbožím, trafika, 2 truhláři, 2 zahradnictví, obchod se zemskými plodinami, zednický mistr, obchod se zvěřinou a drůbeží.
V obci Dolní Jirčany (přísl. Horní Jirčany, Štědřík, 562 obyvatel, katol. kostel, samostatná obec se později stala součástí Jesenice) byly v roce 1932 evidovány tyto živnosti a obchody: autodoprava, obchod s dobytkem, 3 hostince, 2 kapelníci, kovář, krejčí, pokrývač, porodní asistentka, 6 rolníků, 4 řezníci, 2 obchody se smíšeným zbožím, švadlena, tesařský mistr, trafika, velkostatek.
V obci Osnice (361 obyvatel, samostatná obec se později stala součástí Jesenice) byly v roce 1932 evidovány tyto živnosti a obchody: družstvo pro rozvod elektrické energie v Osnici, 2 hostince, kolář, kovář, krejčí, obchod s mlékem, mlýn, obuvník, pekař, 2 rolníci, 2 řezníci, 5  obchodů se smíšeným zbožím, 2 trafiky.

### 21. století
Po roce 1990 se obec intenzivně rozšiřuje novou developerskou zástavbou rodinných domků. V odborné literatuře je tento typ výstavby uváděn jako ukázkový příklad suburbanizace a tzv. sídelní kaše. O Jesenici lze tedy mluvit jako o satelitním městě. Oblast Jesenice se dynamikou demografického vývoje vymyká celé České republice, počtem obyvatel patří mezi obce, které by se mohly stát městy, avšak skutečnému městu se nepodobá. Jesenice a Vestec společně vytvářejí v podstatě jednu suburbanizovanou plochu. Velký růst malých obcí, ve kterých dříve „nic nebylo“, považují Václav Cílek a Miroslav Baše spíše za negativní jev.
Zatímco v roce 2002 zde bylo evidováno 2623 obyvatel, v roce 2006 to bylo již 4642, k 1. lednu 2008 již 5289, k 1. lednu 2009 dosáhla podle evidence Českého statistického úřadu 5895 obyvatel, čímž předstihla Petrovice u Karviné a stala se tehdy nejlidnatější obcí v Česku, která není městem. Podle evidence ministerstva vnitra zde bylo ke dni 31. 8. 2010 hlášeno k trvalému pobytu 5827 obyvatel, k 1. lednu 2011 zde ministerstvo vnitra evidovalo 6636 obyvatel.
V roce 2012 starosta Pavel Smutný pro iDnes.cz zmínil, že obec řeší, zda se stát městem, a dosud se k tomu nerozhodla proto, že k tomu nebyl důvod, změna formálního statusu by měla za následek pouze nutnost předělat cedule a dokumenty. V únoru 2014 podalo vedení obce žádost o povýšení statusu z obce na město z důvodu prestiže a 25. května 2015 návrh schválila vláda. Dne 17. července 2015 předseda Poslanecké sněmovny PČR Jan Hamáček stanovil, že se obec Jesenice k témuž dni stala městem. Potvrzující dekret přijala starostka města Radka Vladyková dne 10. září 2015. Po Dobřichovicích (2006) a Chlumci (2012) se Jesenice stala třetí obcí, které byl podle podmínek stanovených novelou zákona o obcích z roku 2006 status města nově udělen, nikoliv jen obnoven.
Starostou, do 6. listopadu 2014, byl Pavel Smutný. Po komunálních listopadových volbách v roce 2014, vykonávala funkci starostky Radka Vladyková, zvolená za hnutí ANO. Od roku 2018 je starostou Jesenice opět Pavel Smutný.
V části Jesenice byl v roce 2018 jako první v Česku nainstalován systém inteligetního osvětlení se speciálním filtrem modrého světla, regulací a koridorovým svícením.
| Rok            | 1869  | 1880  | 1890  | 1900  | 1910  | 1921  | 1930  | 1950  | 1961  | 1970  | 1980  | 1991  | 2001  | 2011  | 2021   |
| -------------- | ----- | ----- | ----- | ----- | ----- | ----- | ----- | ----- | ----- | ----- | ----- | ----- | ----- | ----- | ------ |
| Počet obyvatel | 1 148 | 1 321 | 1 338 | 1 224 | 1 306 | 1 200 | 1 394 | 1 301 | 1 345 | 1 298 | 1 455 | 1 758 | 2 475 | 2 475 | 10 645 |
| Počet domů     | 132   | 153   | 157   | 170   | 195   | 212   | 256   | 352   | 338   | 350   | 397   | 496   | 769   | 769   | 2 577  |

## Doprava
Hlavní náves v Jesenici byla významnou křižovatkou venkovských silnic, dávná vídeňská výpadovka (na území Jesenice se jmenuje Budějovická) se zde křižovala s III. pražským okruhem (silnice II/101, ulice Zbraslavská a Říčanská). Hlavní jesenické třídě v roce 1971 dopravně ulevilo dokončení dálnice D1 a silnice z Mirošovic do Poříčí nad Sázavou (dnes část silnice I/3), která dálkovou trasu I/3 od Prahy na Benešov a České Budějovice stáhly do trasy přes Mirošovice a tah přes Jesenici a Horní Jirčany byl degradován na silnici II. třídy č. 603, která sem přichází od Vestce a pokračuje přes Horní Jirčany na Kamenici. Dne 20. září 2010 byl dokončen úsek Pražského okruhu, který má na území Jesenice nultý kilometr. Obchvatem mezi Osnicí, Jesenicí a obojími Jirčany spojuje (proti směru staničení) dálnici D5 s dálnicí D1 a přebírá tak funkci okruhu po silnici II/101. V budoucnu se má budějovická výpadovka k Jesenici vrátit v podobě stavebního úseku 0301 dálnice D3, který má zaúsťovat do Pražského okruhu na mimoúrovňové křižovatce Jesenice, která se má nacházet jihozápadně od Jesenice, mezi Jesenicí a Zlatníky. V souvislosti s otevřením Pražského okruhu kolem Jesenice byla také uvedena do provozu první část Vestecké spojky, 1,5 km dlouhý Vestecký přivaděč. Jižně od Jesenice se ze silnice II/603 odděluje silnice II/105 přes Dolní Jirčany směrem na Jílové u Prahy a Neveklov.
Kromě těchto silnic jsou na území obce i silnice III. třídy:
- III/0033 od hranice Prahy přes Zdiměřice na Kocandu
- III/00318 zasahuje malým kouskem mezi Herinkem a Radějovicemi na území Osnice
- III/10114 ze silnice III/0033 na Vestec

Silniční spojení z Jesenice a Vestce do Prahy přestává v dopravních špičkách dostačovat a vytváří se tlak na výstavbu nových komunikací. Uvažovalo se o výstavbě tramvajové trati nebo autobusového koridoru (MetroBus Jižní Město – Jesenice). V současnosti (2016) je v plánu výstavba Vestecké spojky, která spojí dálnici D0 s dálnicí D1. Výrazně uleví přetíženým komunikacím v okolí Jesenice, jelikož bude plnit funkci obchvatu několika městských částí na jihovýchodě Prahy.
Veřejnou dopravu do vesnic obce Jesenice zajišťují autobusové linky. Od 70. let 20. století jezdily z autobusového nádraží Pankrác, po prodloužení linky metra C na Jižní Město v 80. letech pak od stanice metra Roztyly. 22. ledna 1996 se dostala linka PID č. 326 do nedalekého Vestce, později byla prodloužená až do Jesenice. Prvními zaintegrovanými linkami v Jesenici byly od 1. dubna 1997 linka 327 z Opatov do Jesenice (Dopravní podnik hl. m. Prahy) a linka 332 z Budějovické do Jílového (ČSAD Praha-Vršovice), 31. května 1999 pak přibyly linky ČSAD Praha-Vršovice č. 334 a 335 do oblasti Jesenice a Kamenice, 2. září 2006 přibyla i noční linka 606. Slabší dopravní vazby má Jesenicko i přes Dolní Břežany směrem k Modřanům. 14. června 2009 převzal linky 326 a 327 od Dopravního podniku hl. m. Prahy dopravce, který provozuje většinu linek do Posázaví, zejména páteřní linku 332 do Jílového – Connex Praha, nyní Veolia Transport Praha, faktický nástupce někdejšího ČSAD Praha-Vršovice. Současně 14. června 2009 prošlo linkové vedení v oblasti mírnou reorganizací, například byla zrušena linka 334. Dopravní nabídku od 1. září 2011 doplňuje několik spojů na expresní lince 334 dopravce Martina Uhera ze Smíchova do Psár, využívající Pražského okruhu – provoz zpočátku zajišťoval minibus, s budoucí možností nasazení kapacitnějšího vozidla.
5. září 2016 schválila rada Středočeského kraje záměr na zajištění investorské přípravy tramvajové trati od stanice metra Depo Písnice do Jesenice. Náklady včetně výkupu pozemků byly vyčísleny na cca 2,6 miliardy korun, kraj chtěl požádat o dotace ze Státního fondu dopravní infrastruktury a z Evropské unie s předpokladem dokončení trati v roce 2023. První etapou výstavby má být úsek o délce 2,1 kilometru do Vestce za 959 milionů korun, druhý úsek, do Jesenice o délce 3,4 kilometru, má stát 1,6 miliardy korun. 
Na začátku roku 2017 přišla středočeská hejtmanka Jaroslava Pokorná Jermanová na jednání s ředitelem Dopravního podniku hl. m. Prahy s návrhem, aby plánovaná linka D pražského metra byla povrchovou trasou prodloužena až do Jesenice. Podle ní by takové řešení bylo jednodušší než prodloužení tramvajové tratě, o němž uvažovalo předchozí vedení kraje. Hejtmanka se prý dohodla, že k technickému a finančnímu posouzení této možnosti vytvoří Středočeský kraj se zástupci Prahy pracovní skupinu. Zároveň by měla být posouzena možnost zřídit u Jesenice záchytné parkoviště s návazností na Pražský okruh. Taková trasa by v případě realizace pravděpodobně vedla přes sousední obec Vestec, která o metro D rovněž projevila zájem za účelem dopravní obslužnosti např. i místního vědeckého areálu.

## Pamětihodnosti
- Pomník Maxmiliány Alsterlové z Astfeldu barokní památník, připomínající tragickou dopravní nehodu, při níž zde zahynula Maxmiliána Alsterová z Astfeldu v prosinci roku 1706
- zemědělská usedlost čp. 37 v Jesenici
- kaple Panny Marie ve Zdiměřicích

## Turistika
Turisticky zajímavými oblastmi v okolí Jesenice je průhonická obora u Zdiměřic a Osnice, západně od Jesenice, a jílovský lesní komplex, který zasahuje až do údolí Botiče u Kocandy v Osnici. Od Prahy vede přes Průhonický park, Osnici a Horní Jirčany k Jílovému červeně značená pěší turistická trasa č. 0013, z centra Jesenice na ni navazuje žlutě značená trasa, která ji u Horních Jirčan kříží a pokračuje do Velkých Popovic. Značené cyklotrasy se území obce Jesenice a jejím vesnicím vyhýbají, sousedními obcemi vede na severní a západní straně Pražské kolo (A50) a na východní straně Greenway Praha–Vídeň (cyklotrasa č. 11).

## Části města
Město Jesenice se skládá ze čtyř částí na čtyřech katastrálních územích:
- Jesenice (k. ú. Jesenice u Prahy)
  - sídelní jednotka Mladíkov ve východní části jádra města
- Horní Jirčany (i název k. ú.)
- Osnice (i název k. ú.)
- Zdiměřice (k. ú. Zdiměřice u Prahy)

## Další fotografie

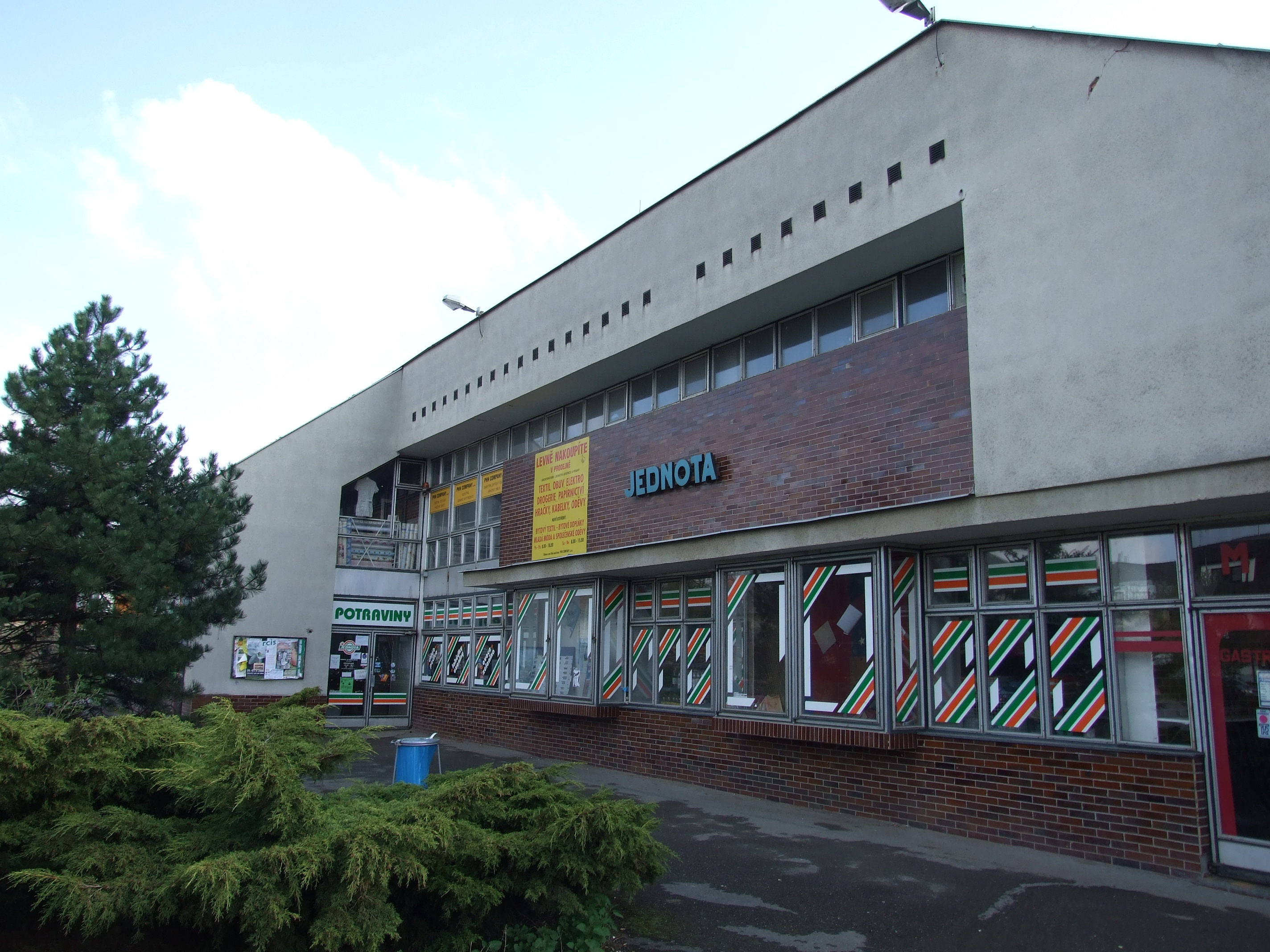
Nákupní dům z dob socialismu. Dříve zde byl řetězec Jednota, drogerie a další obchody.
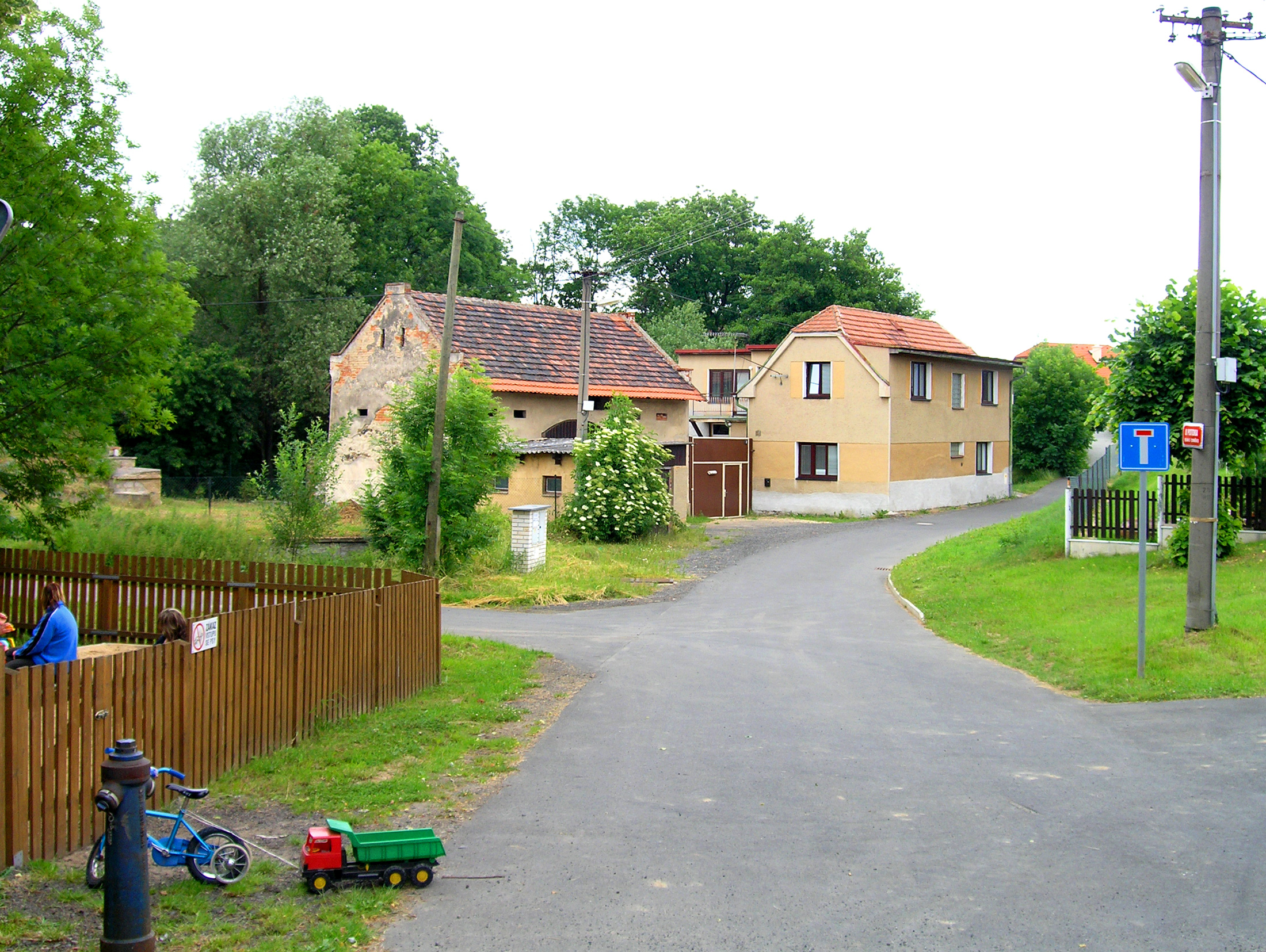
Součástí Jesenice je i vesnice Zdiměřice
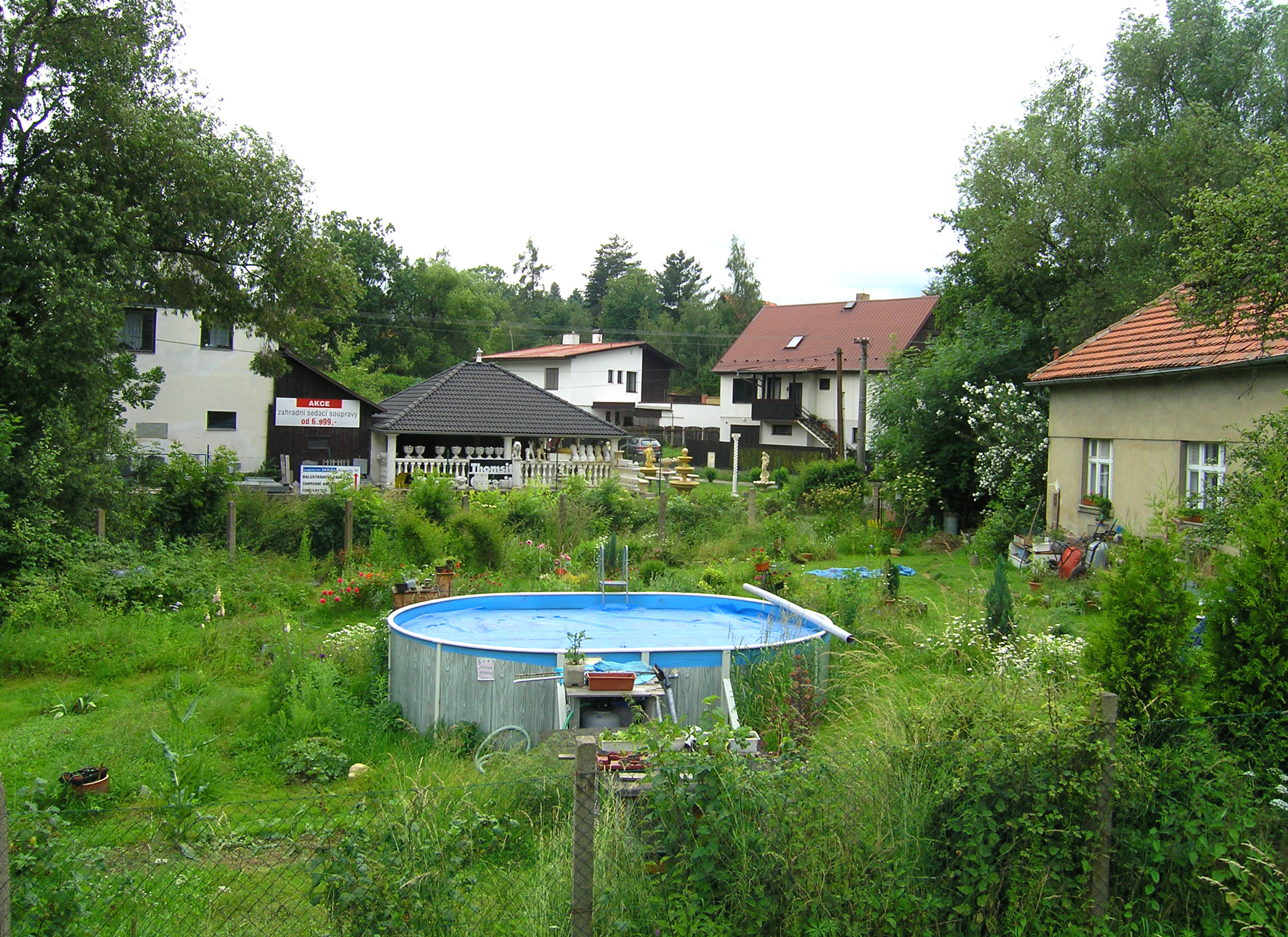
Domky v osade Kocanda